# Boštjan Kavaš
Boštjan Kavaš (ur. 13 września 1978 w Murskiej Sobocie) – słoweński piłkarz ręczny, reprezentant Słowenii, rozgrywający.

## Osiągnięcia
- Złoty Medalista Mistrzostw Polski:   2011
- Srebrny Medalista Mistrzostw Polski:   2012, 2013, 2014